# 焦溫科山麓冰川
84°1′S 176°10′E / 84.017°S 176.167°E
焦溫科山麓冰川（英語：Giovinco Ice Piedmont）是南極洲的山麓冰川，座標84°1′S 176°10′E / 84.017°S 176.167°E，位於杜費克海岸，寬19（12英里），處於峽谷冰川和佩雷斯冰川之間，最終注入羅斯冰架，現時由南極條約體系管理。